# Merlin Verlag
Der Merlin Verlag ist ein unabhängiger deutscher Verlag, dessen Programm sowohl Buchpublikationen und Bühnenstücke als auch Grafiken umfasst. Er wurde 1957 von Andreas J. Meyer gegründet und zählt seither zu den wichtigsten Kleinverlagen Deutschlands.

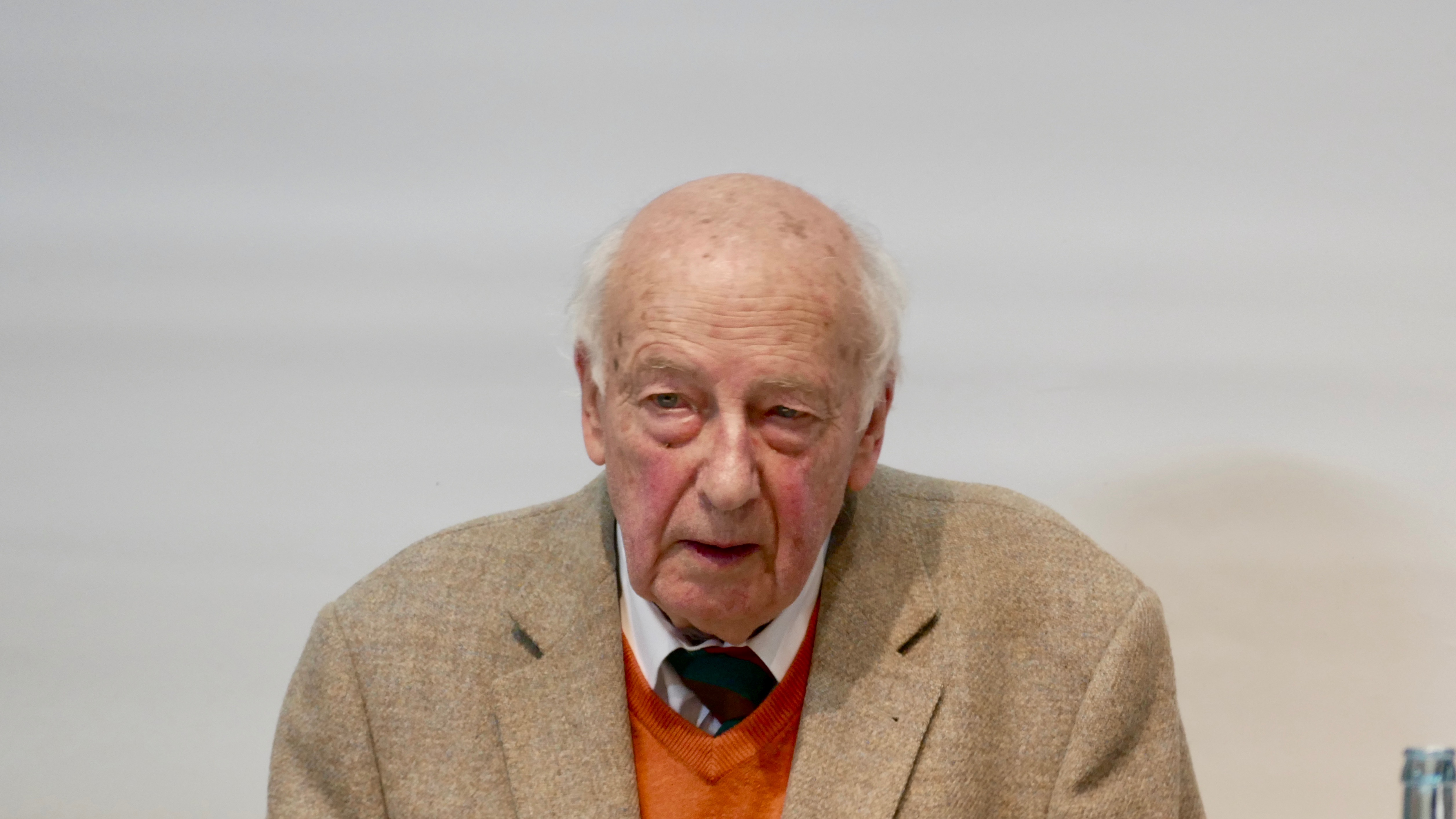
Andreas J. Meyer, Gründer des Merlin Verlages

1984 erhielt der Merlin Verlag den ersten „ZEIT-Preis für kleinere Verlage“ und 2000 erhielt er den Niedersächsischen Verlagspreis. 2019 wurde Andreas J. Meyer mit dem Kurt Wolff Preis ausgezeichnet.
Der Sitz des Verlages befindet sich in Gifkendorf, einem Ortsteil von Vastorf, bei Lüneburg.

## Der Verleger Andreas J. Meyer

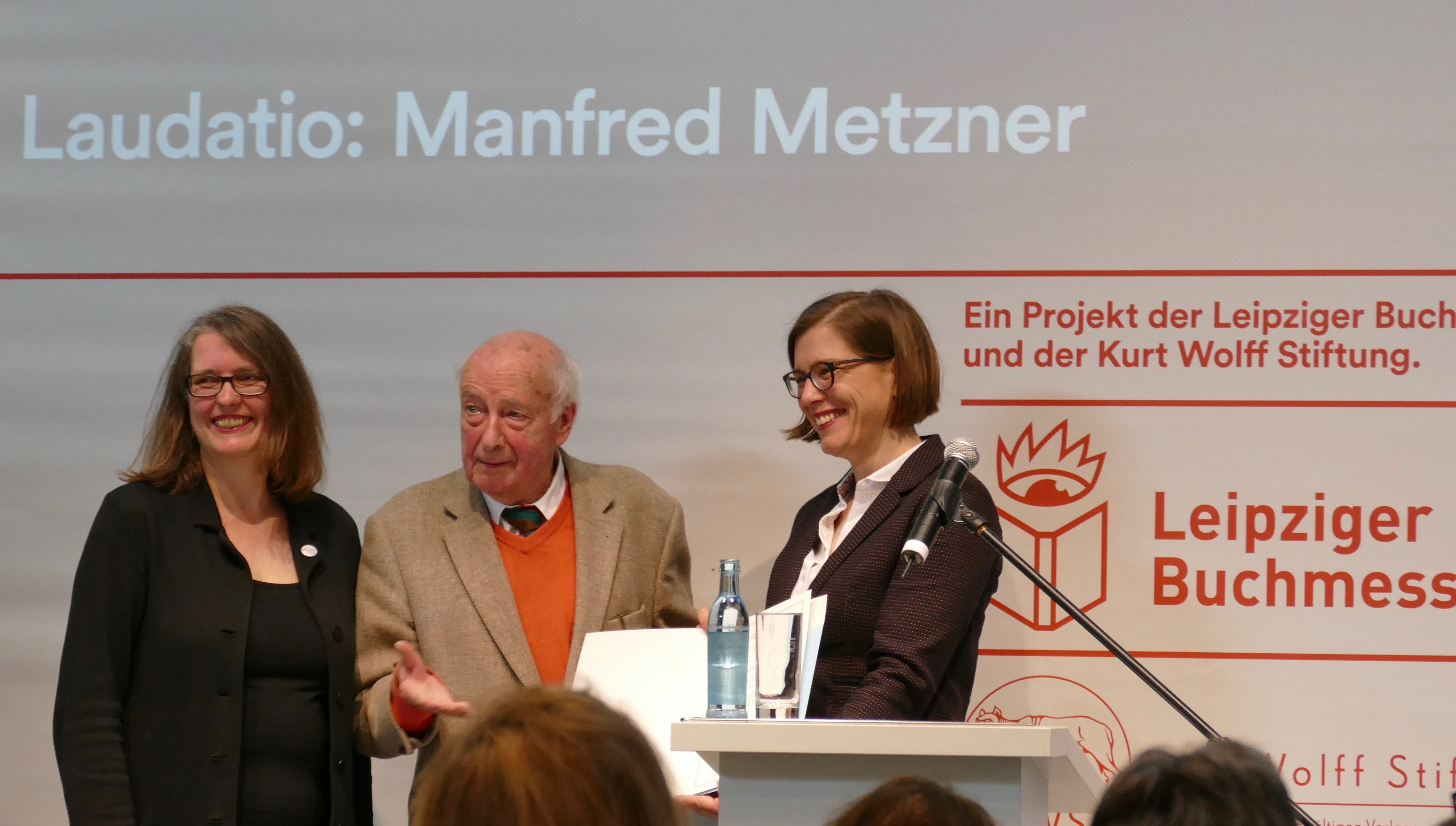
Andreas J. Meyer erhält den Kurt-Wolff-Preis 2019

Andreas J. Meyer wurde am 18. Dezember 1927 in Hamburg geboren. Sein Vater, der liberale Hamburger Landgerichtspräsident Robert Johannes Meyer, wurde 1933 zwangspensioniert und als Vorsitzender des Hamburger Kunstvereins entfernt. Seine Mutter Lilly war Pianistin.
Meyer absolvierte eine Lehre als Verlagsbuchhändler. Anschließend reiste er eineinhalb Jahre als Betreuer einer von der brasilianischen Goethe-Gesellschaft und vom Börsenverein in Frankfurt organisierten Buchausstellung in Brasilien, Uruguay und Argentinien. Er entschied sich später für ein Studium der Kunstgeschichte, Soziologie und Politischen Wissenschaften in Hamburg, das er durch seine Arbeit im Chronos Bühnenverlag finanzierte. Weil avantgardistische Theaterautoren bei Chronos nicht angenommen wurden, begann er selbstständig als Bühnenverleger zu arbeiten. Am 30. November 1957 gründete er in Hamburg schließlich offiziell den Merlin Verlag als Bühnenverlag.

## Geschichte

### Anfänge
Einer der ersten Autoren war Jean Genet, dessen Stücke Die Zofen, Unter Aufsicht, Der Balkon und Die Wände sich rasch zu einem großen Erfolg entwickelten und an zahlreichen deutschen Theatern gespielt wurden. Ende der 1950er Jahre bot Jean Genet dem Merlin Verlag erstmals einen Roman an: Notre-Dame-des-Fleurs. Die Veröffentlichung dieses Buches im Jahre 1960 löste einen der wichtigsten Literaturprozesse im Nachkriegsdeutschland aus.

### Der Prozess umNotre-Dame-des-Fleurs
1958 reiste Jean Genet erstmals zu einem Besuch des Merlin Verlags nach Hamburg (bis in die 1980er Jahre der Sitz des Verlags). Hier bot Genet dem Verleger Andreas J. Meyer den Roman Notre-Dames-des-Fleurs an. 1958 wurde der Vertrag geschlossen, mit Gallimard in Paris, das Buch erschien 1960. Bald wurde eine Ermittlung nach § 184 StGB wegen „Verbreitung unzüchtiger Schriften“ gegen den Verleger eingeleitet. Bereits 1956 war der Rowohlt Verlag wegen der Veröffentlichung von Jean Genets Querelle de Brest mit einem ähnlichen Verfahren konfrontiert gewesen und hatte sich mit der Staatsanwaltschaft verglichen. Andreas J. Meyer jedoch ging vor Gericht.
Am 31. Juli 1962 wurde das Urteil verkündet. Die Bild-Zeitung schrieb hierzu am 1. August 1962: „Die Anklagebank blieb leer, denn angeklagt war – ein Buch! In einem für das ganze Bundesgebiet bedeutsamen Grundsatz-Urteil hatte das Hamburger Landgericht darüber zu entscheiden: Ist der inzwischen weltberühmte Roman ‚Notre-Dame-des-Fleurs‘ unzüchtig? Der Staatsanwalt hatte den Antrag gestellt, sämtliche noch im Handel befindlichen Exemplare und den Drucksatz zu vernichten ... Als Sachverständige waren aufgeboten: Die beiden Literaturexperten Willy Haas von der ‚Welt‘, Prof. Sieburg von der ‚Frankfurter Allgemeinen Zeitung‘ und Dr. Giese, Direktor des Sexualwissenschaftlichen Institutes der Universität Hamburg. Das Urteil der Sachverständigen war einhellig! Zwar wimmele das Buch objektiv von Obszönitäten, die aber für einen intelligenten Leser durch den sehr hohen künstlerischen Wert des Romans aufgehoben würden.“ Der Prozess endete mit einem Freispruch für das Buch, da es nicht den Geschmack des literarisch gebildeten Bürgers verletze.

### Kontroverse Bücher
Nach den Auseinandersetzungen um die Stücke und Romane Jean Genets lag der Fokus des Verlags in den folgenden Jahren weiterhin auf der Publikation umstrittener Autoren, denen man, jenseits des Mainstreams, Gehör verschaffen wollte. Ohne sich dabei auf bestimmte politische oder ästhetische Lager festzulegen, gestaltete der Merlin Verlag ein Programm, aus dem vor allem die liberale Geisteshaltung seiner Betreiber sprach. Grundlegend dafür war die Überzeugung, dass auch unliebsame Geister von der Öffentlichkeit wahrgenommen werden müssen.
Die seit 1962 herausgegebene Studienausgabe der Bücher des Marquis de Sade stellte eine der ersten wissenschaftlich fundierten Auseinandersetzungen mit diesem, auf die Moderne so einflussreichen Autor dar.
Der Norweger Jens Bjørneboe war in seiner Heimat das Symbol eines rebellischen Geistes. Sein Roman Nackt im Hemd wurde 1971 in Deutschland, wie schon zuvor in Norwegen, als pornographisch verboten. Die Romantrilogie Geschichte der menschlichen Bestialität, bestehend aus Der Augenblick der Freiheit, Pulverturm und Stille (letzterer erschien im Trotzdem Verlag), etablierte ihn dagegen als einen der bedeutendsten skandinavischen Autoren seiner Generation.
Louis-Ferdinand Céline ist einer der umstrittensten französischen Autoren des 20. Jahrhunderts. Mit Die Kirche und Briefe und erste Schriften aus Afrika legte der Merlin Verlag wichtige Vorarbeiten zu Célines Hauptwerk Die Reise ans Ende der Nacht vor, um zugleich einen genaueren Einblick in das literarische Schaffen und die Persönlichkeit des Autors zu ermöglichen.
Das Buch Ich fraß die weiße Chinesin von Duca di Centigloria setzte sich auf ungewöhnlichste Weise mit dem Thema Kannibalismus auseinander: Der Roman war aus der Perspektive zweier Menschenfresser geschrieben und entwarf zugleich eine Kulturgeschichte dieses Phänomens. Dazu organisierte der Verlag in Kooperation mit der Künstlergruppe Rixdorfer eine ausgefallene Werbeaktion: Zur Frankfurter Buchmesse wurde den Besuchern eines aufwendigen Verlagsempfangs eine Fleischpastete in Menschenform angeboten.
1967 veröffentlichte der Merlin Verlag Georges Batailles Studie über Gilles de Rais, Leben und Prozess eines Kindermörders, das anhand der weltlichen wie kirchlichen Gerichtsprotokolle die Umstände dieser okkultistischen Serienmorde nachkonstruiert und daraus eine Philosophie des Verbrechens entwickelt. Erneut sorgte die Werbeaktion des Verlags mit Hilfe der Rixdorfer für Aufsehen: Den Rezensionsexemplaren wurden kleine Büsten eines abgeschnittenen Kinderkopfes beigelegt.

### Neue deutsche Literatur
Ende der 60er Jahre bemühte sich der Verlag auch um neueste deutsche Literatur, zum Teil in Zusammenarbeit mit dem damaligen Literaturredakteur des Hessischen Rundfunks und einflussreichen Kritiker Jürgen Manthey (dem späteren Cheflektor von Rowohlt und Literaturprofessor an der Universität Essen). So erschien 1969, lektoriert von Manthey, der als „Beatroman“ propagierte erste Roman von Fred Viebahn, Die schwarzen Tauben, den die Darmstädter Jury im November 1969 zum „Buch des Monats“ wählte. Viebahns zweiter Roman, Das Haus Che, wurde von Verleger Meyer selbst lektoriert, erschien jedoch zur Frankfurter Buchmesse 1973 wegen finanzieller Schwierigkeiten des Verlags nur im Billigstdruck eines Paperback-Typoskripts, nachdem Meyer einen offenen Brief an Viebahn unter dem Titel Fred, ich kann Dein Buch nicht machen im Börsenblatt veröffentlicht hatte; in diesem Brief klagte Meyer vor allem über die Finanzklemme kleinerer Verlage. 1975 legte der Merlin Theaterverlag Viebahns Theaterstück Blutsschwestern als Bühnenskript auf; es wurde 1976 am Torturmtheater Sommerhausen von Veit Relin uraufgeführt und erlebte weit über einhundert Vorstellungen.

### Grafik
Seit den späten 60er Jahren ging der Verlag dazu über, einen festen Programmteil mit Grafiken zu etablieren, oft im Zusammenhang mit literarischen Werken.
Die provokationsfreudige Künstlergruppe der „Rixdorfer“ war schon seit langem mit dem Verlag verbunden, hatte Umschläge entworfen und Werbeaktionen gestaltet. Später veröffentlichte Merlin bibliophile Ausgaben mit zahlreichen Illustrationen der Künstler, beispielsweise Karol Kroepkes Bürgerliche Gedichte mit 34 Zeichnungen von Arno Waldschmidt, Johannes Vennekamps 13 Farbradierungen zu den 120 Tagen von Sodom des Marquis de Sade sowie Bilderkalender und Ausstellungskataloge.
Der Zeichner und Autor Horst Janssen trug mit der bebilderten Autobiographie Hinkepott sowie illustrierten Märchenerzählungen (zum Beispiel Paul Wolf & Die sieben Zicklein) zum Profil des Verlags bei.
Auch die Arbeiten Johannes Grützkes, der später das Wandbild Der Zug der Volksvertreter für die Frankfurter Paulskirche malen sollte, wurden ab Ende der 70er Jahre bei Merlin veröffentlicht. Dazu zählen unter anderem der Band Kunzes Freunde, 14 Zeichnungen und 14 Gedichte und eine Vorzugsausgabe zu Tod am Wannsee von Henning Boëtius mit 10 Originallithographien.
Zum 5. Todestag Louis Armstrongs entwickelte der Merlin Verlag 1976 eine ganz besondere Hommage an den „König des Jazz“: eine Kassette mit zehn Grafiken von Künstlern wie Horst Antes, Uwe Bremer, Dieter Rot und Peter Nagel, zusammen mit einem Zehn-Platten-Set der Deutschen Grammophon-Gesellschaft. Drei Jahre später wurde das erfolgreiche Konzept noch einmal aufgegriffen und eine Mappe für Udo Lindenberg, mit zwölf Originalgraphiken und fünf LPs zusammengestellt. Künstler waren diesmal unter anderem Johannes Grützke und Wilfried Blecher. Auch die Volkslieder-Mappe Wem Gott will rechte Kunst erweisen folgte diesem Prinzip, mit zwei LPs von Abbi Hübner und den Low Down Wizards sowie zwölf Grafiken. Unter den Künstlern befand sich erstmals auch Janosch, der bislang vor allem als Kinderbuchautor und -illustrator in Erscheinung getreten war.

### Die Zusammenarbeit mit Janosch
Der Verleger Andreas J. Meyer sah Janosch zum ersten Mal 1976 in der ZDF-Sendung Literarischer Zirkus. Der provokative Auftritt des Künstlers, der auf jede Frage stereotyp mit „Ich bin der Janosch!“ antwortete, prägte sich bei Meyer ein. Als der Merlin Verlag kurz darauf eine Volkslieder-Grafikedition publizieren wollte, nahm Meyer auch Kontakt zu Janosch auf. Dieser war bereit mitzumachen, sah allerdings ein Problem: Er hatte noch nie eine Radierung angefertigt. Andreas J. Meyer vermittelte einen Kontakt zu dem Drucker Max Dunckes, woraufhin nicht nur der Beitrag zur Volksliedermappe, sondern eine erste Janosch-Edition (Liebespaare und Hochzeitsgeschichten) entstand. Später folgten eine Vielzahl von Radierungen für Erwachsene, zudem ein Roman (Sandstrand) und zwei Theaterstücke (Zurück nach Uskow und Mutterglück), die neben den Kinderbüchern einen eigenständigen Teil des Werkes von Janosch ausmachen.

### ZEIT-Preis 1984
Rolf Michaels schrieb hierzu am 5. Oktober 1984 in der ZEIT: „[...] Am höchsten zu rühmen beim großen Verleger eines ‚kleinen Verlages‘: Meyer hat, wie nicht viele, Autoren die Treue gehalten. Über ein Jahrzehnt hat er Bücher verlegt, nicht weil er sie verkaufen konnte, sondern wollte – und weil er sie für wichtig hielt [...].“

### Niedersächsischer Verlagspreis 2000
Aus der Rede zur Preisverleihung von Robin Detje, gehalten am 10. Oktober 2000 in Hannover: „Und wir wissen, dass Merlin-Meyer mit dem Merlin Verlag ganz prachtvoll gewütet hat im Lande und prozessiert und gekämpft, all das ist Legende. Übrigens scheinen dabei alle, die ihm nahegekommen sind, ein paar Schrammen abbekommen zu haben [...]. Und gelobt seien die Schrammen und die Kratzer und die Menschen, die sich uns so in den Weg stellen, dass wir welche abbekommen.“

### 50-jähriges Verlagsjubiläum
2007 erlebte der Merlin Verlag das fünfzigste Jahr seines Bestehens. Inzwischen hatte sich ein Generationenwechsel vollzogen. Der Verlagsgründer Andreas J. Meyer hat die Leitung an seine Tochter Katharina Eleonore Meyer weitergegeben. Die programmatische Ausrichtung auf das Unkonventionelle, oft auch das Unbequeme, ist jedoch erhalten geblieben und wird mit neuen und bekannten Autoren fortgesetzt.

## Programmschwerpunkte

### Jean-Genet-Werkausgabe
Rund 40 Jahre nach der Erstveröffentlichung der deutschen Buchausgabe von Notre-Dame-des-Fleurs begann der Merlin Verlag, Jean Genets Romane, Gedichte, Dramen, Essays und Schriften in einer einheitlich gestalteten, mehrbändigen Werkausgabe zu publizieren. Erstmals wurden die integralen Textfassungen vorgelegt, die sich an den Erstausgaben aus den 40er Jahren orientieren. Damit wurden auch die für die Veröffentlichungen in den 50er Jahren von Genet eigenhändig vorgenommenen Streichungen der Texte zugänglich. Die einstigen Striche des Autors sind in den Fassungen dieser neuen Ausgaben diskret markiert und sollen dem Leser somit die Möglichkeit zu einer neuen literarischen Auseinandersetzung mit dem Werk des französischen Dichters und Dramatikers geben. Jedem Band ist eine editorische Notiz von Friedrich Flemming und ein Nachwort zur Editionsgeschichte des jeweiligen Einzelwerkes beigefügt. Die Vorsatzillustrationen entwarf der Hamburger Künstler Martin Bronsema.

### Bibliothek de Sade
Die Bibliothek umfasst insgesamt elf Einzeltitel des Marquis de Sade in Neuübersetzungen. Neben den Hauptwerken de Sades, Justine oder das Unglück der Tugend und der Philosophie im Boudoir, erschienen unter anderem Verbrechen der Liebe, eine Anthologie seiner kürzeren Schriften sowie verschiedene Vorzugsausgaben. Mit der „Bibliothek de Sade“ wurde seit den 1960er Jahren erstmals auf über 4.000 Seiten ein über die Liebhaberausgaben der Jahrhundertwende hinaus reichender Einblick in das Werk dieses kontroversen Autors ermöglicht.

### Die Rixdorfer
Die Werkstatt Rixdorfer Drucke wurde 1963 in einem Berliner Hinterhof unter dem Patronat des Berliner Poeten Günter Bruno Fuchs gegründet. Sie besteht aus Uwe Bremer, Albert Schindehütte, Johannes Vennekamp und Arno Waldschmidt. In der Druckerwerkstatt entstanden über die Jahre immer neue Typographien und Holzschnitte, die sich mit dem politischen und kulturellen Leben Deutschlands auseinandersetzten und eine Avantgarde-Funktion für nachfolgende Pressedrucker darstellten. Bei Merlin sind sowohl zahlreiche Arbeiten der Künstlergruppe Werkstatt Rixdorfer Drucke, darunter auch das Werkverzeichnis, als auch Einzelarbeiten der vier Rixdorfer Drucker erschienen. 

### Merlins magische Reihe
Das Anliegen dieser in den 60er Jahren begründeten Reihe ist die Vermittlung wissenschaftlich fundierter Kenntnisse über uns fremde oder längst vergessene Religionen, magische Praktiken und Lebensphilosophien. Die Autoren sind gleichermaßen anerkannte Kulturwissenschaftler aus den Bereichen Volkskunde, Geschichte, Archäologie und Ethnologie. Zu den wichtigsten Publikationen zählen unter anderem Sergius Golowins Die Magie der verbotenen Märchen und Thomas Hauschilds Magie und Macht in Italien.

### Bühnenvertrieb
In den ersten Jahren nach Verlagsgründung stellte der Bühnenvertrieb das wichtigste Tätigkeitsfeld des Merlin Verlags dar. Vor allem wegen der Dramen Jean Genets, deren Aufführungen durch Regisseure wie Peter Zadek und Peter Stein mehr als einmal von Skandalen begleitet wurden, gelang es dem Verlag rasch, sich in der deutschsprachigen Theaterlandschaft zu etablieren. Auch die Ibsen-Übersetzungen von Georg Schulte-Frohlinde fanden bei Theatern wie Publikum großen Anklang und wurden häufig gespielt.
In den folgenden Jahren trat jedoch der Buchverlag in den Vordergrund, bis der Bühnenvertrieb Mitte der 90er Jahre durch vielbeachtete Autoren wie John von Düffel und Janosch allmählich wieder an Bedeutung gewann. Heute prägen sowohl deutschsprachige als auch internationale Theaterautoren das Profil des Bühnenvertriebs. Dazu zählen unter anderem Thilo Reffert, Carles Batlle, Marie NDiaye und Claire Dowie.

### Neue Autoren
Zahlreiche neue Autoren prägen das Verlagsprogramm der letzten Jahre. Der Algerier Boualem Sansal (Der Schwur der Barbaren) beschreibt mit barocker Sprachwut die gesellschaftliche Realität in einem islamisch geprägten Land und ist wegen seiner Offenheit mit vielfachen Anfeindungen und Bedrohungen konfrontiert – und 2011 der Träger des Friedenspreises des deutschen Buchhandels.
Mit Olivier Pys Roman Paradies der Traurigkeit setzt der Verlag die Reihe „Merlin Debüt“ fort. Darin macht sich Pys Held in einem Darkroom auf die Suche nach Gott. Antje Babendererde steht in der Tradition der deutschsprachigen Literatur über die Indianer Nordamerikas. Dabei hinterfragt sie die klischeehaften Vorstellungen des „guten“ oder „bösen“ Indianers, indem sie die heutigen Lebensumstände in den Reservaten schildert (beispielsweise in dem Roman Wundes Land).

### Weitere Projekte: Little Tiger Verlag
Angeregt von Janosch, wurde auf Initiative von Andreas J. Meyer (Merlin Verlag) zusammen mit Thomas Huggle (Verlagsgruppe Dressler) 1987 in Hamburg der Little Tiger Verlag gegründet. Er fasst die Herstellung und den Vertrieb der Non-Book-Papierartikel von Janosch zusammen. Zu den Postkarten, den Kalendern, den Postern, Lesezeichen usw. kamen später die Holztigerenten und die Serie der Little-Tiger-Books hinzu. Seit Ende der 90er Jahre engagiert sich der Little Tiger Verlag auch für junge Nachwuchskünstler wie Gabriele Altevers und Vitali Konstantinov.